# 宮地町 (愛西市)
宮地町（みやじちょう）は、愛知県愛西市にある地名。字が11ある。

## 地理
旧立田村域東端に位置する。東は津島市大縄町・下新田町、西は石田町、南は雀ヶ森町、北は四会町に接する。

### 字一覧
（配列は五十音順・読みはYahoo!地図による）
- 五ツ割（いつつわり）
- 大倉（おおくら）
- 大縄場（おおなわば）
- 神田（じんでん）
- 堤敷（ていしき）
- 長代（ながしろ）
- 西浦（にしうら）
- 沼（ぬま）
- 東田面（ひがしだめん）
- 前田面（まえだめん）
- 屋敷附（やしきづけ）

### 河川
- 海部幹線水路

## 歴史

### 地名の由来
『尾張國地名考』によれば、葛木方面から津島神社へ至る参詣道を宮路と称したのが転じたものという

### 沿革
- 7世紀後半と考証される遺跡が見つかっている[7][8]。
- 江戸時代 - 尾張国海西郡の尾張藩領鵜多須代官所支配の宮地村として所在[6]。
- 1876年（明治9年） - 村内に宮地学校設置[6]。
- 1885年（明治18年） - 村内に宮石学校と改称[6]。
- 1889年（明治22年） - 五会村大字宮地となる[6]。
- 1891年（明治24年） - 濃尾地震により大半の家屋が倒壊する[6]。
- 1897年（明治30年） - 木曽三川分流工事における佐屋川廃川に伴い、畑地が増加する[6]。
- 1906年（明治39年） - 立田村大字宮地となる[6]。
- 2005年（平成17年）4月1日 - 愛西市宮地町となる。

## 世帯数と人口
2019年（令和元年）5月1日現在の世帯数と人口は以下の通りである。
| 町丁   | 世帯数  | 人口  |
| ------ | ------- | ----- |
| 宮地町 | 107世帯 | 323人 |

### 人口の変遷
国勢調査による人口の推移
| 2005年（平成17年） | 327人 | [ 9 ]  |  |
| 2010年（平成22年） | 311人 | [ 10 ] |  |
| 2015年（平成27年） | 312人 | [ 11 ] |  |

## 小・中学校の学区
市立小・中学校に通う場合、学区は以下の通りとなる。
| 番・番地等 | 小学校                 | 中学校             |
| ---------- | ---------------------- | ------------------ |
| 全域       | 愛西市立立田北部小学校 | 愛西市立立田中学校 |

## 交通

### バス
- 愛西市巡回バス（2020年4月1日現在）[13]

|    | 停留所名 | ルート |
| -- | -------- | ------ |
| 68 | 宮地町   | 立田   |

## 施設
- 真宗大谷派唯真寺
- 神明社
- 宮地町集会所

## その他

### 日本郵便
- 郵便番号 : 496-0937[3]（集配局：津島郵便局[14]）。